# 多木浩二
多木 浩二（たき こうじ、1928年12月27日 - 2011年4月13日）は、日本の美術評論家・写真評論家・建築評論家。専門は芸術学。元千葉大学教授。
写真評から出発し、美術、建築、思想と多岐にわたって批評活動を展開した。スポーツと社会の関連も論究。著書に『眼の隠喩』(1982年)、『天皇の肖像』(1988年)、『シジフォスの笑い』(1997年)などがある。

## 来歴・人物
兵庫県神戸市生まれ。神戸一中、旧制第三高等学校、東京大学文学部美学美術史学科卒業。和光大学助教授、東京造形大学教授、千葉大学教授、神戸芸術工科大学客員教授を歴任。
1955年、『美術批評』誌の第2回芸術評論賞にて「井上長三郎論」で佳作入選。
中平卓馬、森山大道とともにPROVOKEの同人であったこともあり、写真についての評論を多く手がけているが（『日本写真史1840-1945（平凡社・1971年）』の本文の一部執筆も行っている）、それに限られることなく、美術一般、建築、戦争等にまで、その批評対象は及んでいる。
1979年頃、研究会「都市の会」で中村雄二郎、山口昌男、河合隼雄らと出会う。
1998年、『シジフォスの笑い』で芸術選奨文部大臣賞受賞。
2011年4月13日、肺炎のため神奈川県平塚市の病院で死去。82歳没。

## 著書

### 単著
- 『ことばのない思考――事物・空間・映像についての覚え書』（田畑書店, 1972年）
- 『四人のデザイナーとの対話――多木浩二対談集』（新建築社, 1975年）
- 『生きられた家』（田畑書店，1976年），のち改訂『生きられた家――経験と象徴』（青土社, 1984年／同, 1993年／同, 2000年／岩波書店［岩波現代文庫］, 2001年）
- 『眼の隠喩――視線の現象学』（青土社, 1982年／同, 1992年／同, 2002年／筑摩書房［ちくま学芸文庫］, 2008年）
- 『「もの」の詩学――ルイ十四世からヒトラーまで』（岩波書店［岩波現代選書］, 1984年），のち改題・再編集『「もの」の詩学――家具、建築、都市のレトリック』（岩波書店［岩波現代文庫］, 2006年）
- 『欲望からの批評〈1〉視線の政治学』（冬樹社, 1985年）
- 『モダニズムの神話』（青土社, 1985年）
- 『欲望の修辞学』（青土社, 1987年／同, 1996年）
- 『比喩としての世界――意味のかたち』（青土社, 1988年）
- 『天皇の肖像』（岩波書店［岩波新書］, 1988年／岩波現代文庫, 2002年）
- 『それぞれのユートピア――危機の時代と芸術』（青土社, 1989年）
- 『絵で見るフランス革命――イメージの政治学』（岩波書店［岩波新書］, 1989年）
- 『写真の誘惑』（岩波書店, 1990年）
- 『ヨーロッパ人の描いた世界――コロンブスからクックまで』（岩波書店, 1991年）
- 『ヌード写真』（岩波書店［岩波新書］, 1992年）
- 『神話なき世界の芸術家――バーネット・ニューマンの探究』（岩波書店, 1994年）
- 『都市の政治学』（岩波書店［岩波新書］, 1994年）
- 『スポーツを考える――身体・資本・ナショナリズム』（筑摩書房［ちくま新書］, 1995年）
- 『思想の舞台』（新書館, 1996年）
- 『シジフォスの笑い――アンセルム・キーファーの芸術』（岩波書店, 1997年）
- 『建築・夢の軌跡』（青土社, 1998年）
- 『船がゆく――キャプテン・クック支配の航跡』（新書館, 1998年）
- 『戦争論』（岩波書店［岩波新書］, 1999年）
- 『ベンヤミン「複製技術時代の芸術作品」精読』（岩波書店［岩波現代文庫］, 2000年）
- 『20世紀の精神――書物の伝えるもの』（平凡社［平凡社新書］, 2001年）
- 『船とともに――科学と芸術クック第二の航海』（新書館, 2001年）
- 『もし世界の声が聴こえたら――言葉と身体の想像力』（青土社, 2002年）
- 『写真論集成』（岩波書店［岩波現代文庫］, 2003年）
- 『最後の航海――キャプテン・クックハワイに死す』（新書館, 2003年）
- 『雑学者の夢』（岩波書店, 2004年）
- 『死の鏡――一枚の写真から考えたこと』（青土社, 2004年）
- 『進歩とカタストロフィ――モダニズム夢の百年』（青土社, 2005年）
- 『肖像写真――時代のまなざし』（岩波書店［岩波新書］, 2007年）
- 『建築家・篠原一男――幾何学的想像力』（青土社, 2007年）
- 『表象の多面体――キーファー、ジャコメッリ、アヴェドン、コールハース』（青土社, 2009年）
- 『視線とテクスト――』（青土社, 2012年）
- 『映像の歴史哲学』（みすず書房, 2013年）

### 共著
- （中村雄二郎）『終末への予感――欲望・記号・歴史』（平凡社, 1988年）
- （磯崎新）『世紀末の思想と建築』（岩波書店, 1991年）
- （坂本一成）『対話・建築の思考』（住まいの図書館出版局, 1996年）
- （今福龍太）『知のケーススタディ』（新書館, 1996年）

### 共編著
- （中平卓馬）『まずたしからしさの世界をすてろ――写真と言語の思想』（田畑書店, 1970年）
- （内田隆三）『零の修辞学――歴史の現在』（リブロポート, 1992年）
- （大島洋）『世界の写真家101』（新書館, 1997年）

### 翻訳・共訳書
- （持田季未子）E・ルーシー=スミス『1930年代の美術――不安の時代』（岩波書店, 1987年）
- ジョージ・ドーチ『デザインの自然学――自然・芸術・建築におけるプロポーション』（青土社, 1994年／同, 1997年／同, 1999年）
- （持田季未子、梅本洋一）E・ロータース編『ベルリン : 芸術と社会 1910-1933』（岩波書店, 1995年）
- （的場昭弘）ベルナール・ストロフ『建築家ルドゥー』（青土社, 1996年）

### 編集
- 編集協力・編/多木浩二＋八束はじめ『10+1』INAX出版（初期、現在は休刊）

## 関連人物
- 中村雄二郎
- 山口昌男
- 河合隼雄
- 市川浩
- 前田愛
- 大塚信一
- 大室幹雄
- 若桑みどり
- メルロ・ポンティ
- クロード・レヴィ＝ストロース
- 篠原一男
- 坂本一成
- 八束はじめ

## 脚註
1. 1 2  『日本美術年鑑 平成24年版』
2. ↑  時事ドットコム：多木浩二氏死去（美術評論家）[リンク切れ]